# Khinganornis
Khinganornis is een geslacht van uitgestorven vogels uit het Vroeg-Krijt van de huidige Volksrepubliek China, behorende tot de Ornithuromorpha. De enige benoemde soort is Khinganornis hulunbuirensis.

## Vondst en naamgeving
In de vroege eenentwintigste eeuw werd op de locatie van de Duivenheuvel, bij Baoshan nabij de stad Hulunbuir in het vulkaangebergte van de Dàxīng'ānlǐng ofwel Grote Sjingan, in de vendel Morin Dawa Daur in Binnen-Mongolië, door een team van de Hebei GEO University een skelet geborgen van een vogel. Het werd geprepareerd door Cui Guihai.
In 2020 werd de typesoort Khinganornis hulunbuirensis benoemd en beschreven door Wang Xuri, Andrea Cau, Martin Kundrát, Luis María Chiappe, Ji Qiang, Wang Yang, Li Tao en Wu Wenhao. De geslachtsnaam verbindt Khingan, een mogelijke spelling van Xingan, met het Oudgrieks ornis, 'vogel'. De soortaanduiding verwijst naar de herkomst bij Hulunbuir.
Het holotype SGM-AVE-2017001 is gevonden in een laag van de Longjiangformatie die dateert uit het Aptien en 121,23 miljoen jaar oud is, met een onzekerheid van 0,74 miljoen jaar. Het bestaat uit een compleet en in verband liggend skelet met schedel, bewaard op een plaat en tegenplaat. Resten van het verenkleed zijn niet bewaard. Het betreft een volwassen exemplaar. Het is de eerste dinosauriër die in de formatie is gevonden.

## Beschrijving

### Grootte en onderscheidende kenmerken
Khinganornis is een wat plompe vogel met een spanwijdte van zo'n veertig centimeter.
De beschrijvers wisten enkele onderscheidende kenmerken vast te stellen. Het gaat om een combinatie die uniek is voor vogels uit het Mesozoïcum. De praemaxilla draagt tanden. De tanden zijn laag, stomp en niet aan de basis ingesnoerd. Het dentarium van de onderkaak heeft tandkassen over de volle onderrand lopen. Het eerste kootje van derde vinger heeft twee derden van de lengte van het eerste kootje van de tweede vinger. Bij het darmbeen is het voorblad ongeveer even lang als het achterblad. Het achterblad van het darmbeen is iets naar achteren en beneden gebogen. Bij het schaambeen is de schacht over het bovenste twee derden deel van de lengte recht om daarna naar achteren en boven te buigen. De 'voet' van het schaambeen is van voor naar achter verbreed. Het bovenvlak van de tarsometatarsus, de middenvoet, loopt naar buiten hellend af, een mogelijke autapomorfie. Het tweede en vierde middenvoetsbeen zijn op het midden van hun schachten veel smaller dan het derde middenvoetsbeen. De derde teen is veel robuuster dan de andere tenen. De tweede, derde en vierde voetklauw zijn recht op de onderzijde.

### Skelet
De schedel heeft een lengte van zesenveertig millimeter. De kop loopt naar voren spits toe maar is vrij kort zodat een stompe wig ontstaat. De tanden in de praemaxilla zijn korter dan die van het bovenkaaksbeen of de onderkaak. De maxilla draagt minstens drie tanden. Het dentarium, dat een licht holle onderrand heeft, draagt minstens zeven tanden. De tanden zijn niet kegelvormig maar overdwars afgeplat. Ze zijn vrij kort en breed in zijaanzicht. Ze staan iets uit elkaar. Naar het spits lopen ze wat taps toe zonder duidelijke kromming.
Er zijn tien halswervels met korte slanke nekribben. De ruggenwervels hebben zadelgewrichten en uitgebreide inzinkingen op de zijkanten. Hun ribben hebben lange onvergroeide processus uncinati. De staartbasis heeft minstens zeven vrije wervels. Het pygostyle is niet bewaard.
Het borstbeen heeft in de lengterichting rechte buitenste uitsteeksels met een verbreed uiteinde, net als bij Archaeorhynchus. De achterrand loopt uit in een tweede paar veel dunnere binnenste uitsteeksels.
Het vorkbeen is licht gebogen. Het ravenbeksbeen heeft de helft van de lengte van het relatief lange schouderblad.
Het opperarmbeen heeft een lengte van tweeënvijftig millimeter. Het draagt een grote deltopectorale kam die tot halverwege de schacht naar beneden doorloopt. De ellepijp is tweemaal zo dik als het spaakbeen. De eerste vinger is lang en de vrij grote duimklauw liep tot bijna het uiteinde van de middenhand door. De tweede handklauw is bijna even groot als de eerste. De derde vinger heeft nog wel een wigvormig tweede kootje maar geen klauw.
Het schaambeen is opvallend slank en lang, met vijfenveertig millimeter langer dan het dijbeen, en recht. Het eindigt niet in een schijfje maar een echt voetje als bij meer basale theropoden. De gepaarde voetjes zijn niet vergroeid.
De middenvoet, eenendertig millimeter lang, lijkt op die van de Enantiornithes in het hellende bovenvlak en het smalle vierde middenvoetsbeen. Het eerste middenvoetsbeen is erg kort, slechts vijf millimeter, en recht. De derde teen is erg lang met vijfendertig millimeter en de tweede teen opvallend kort met zesentwintig millimeter.

## Fylogenie
Khinganornis werd in de Ornithuromorpha geplaatst, in een vrij afgeleide positie als zustersoort van een klade gevormd door Changzuiornis en Iteravis.

## Levenswijze
Khinganornis lijkt oppervlakkig op een koet. Ook moderne moerasvogels hebben vaak lange tenen, een onderaan overdwars vernauwde middenvoet en een onderste gewrichtsvlak van het tweede middenvoetsbeen dat hoog is en ingesprongen. De beschrijvers suggereerden daarom een levenswijze als watervogel of oevervogel.
De structuur van het bot wees erop dat de vogel snel groeide tot een duidelijk afgegrensde volwassen maximumgrootte.